# Pizzafest
Il Pizzafest è un evento turistico e popolare che si tiene a Napoli ogni anno a metà settembre, e consiste nella degustazione a prezzi fissi di vari tipi di pizza. Il Pizzafest si tiene tradizionalmente nell'area della Mostra d'Oltremare. Dal 2011 il Pizzafest è stato sostituito dal Pizza Village.

## Storia
Le origini dell'evento risalgono al "Pizza Show", una manifestazione simile organizzata nel 1984 al Castel dell'Ovo dall'allora il presidente dell'Associazione Verace Pizza Napoletana. Il successo dell'iniziativa portò a diverse riedizioni nel corso degli anni in altre vesti: nel 1989 per il centenario della pizza Margherita, nella Galleria Umberto I; nel 1994 al Palapartenope, l'anno successivo al Maschio Angioino col nuovo nome "Festa della pizza". Solo nel 1997 l'evento diventa ufficialmente annuale col nome di "Pizzafest", dichiaratamente ispirato all'Oktoberfest di Monaco di Baviera. La location è sempre quella del Maschio Angioino. Nel 2000 sbarca alla Mostra d'Oltremare e, dopo una breve parentesi nel 2002 al Porto, vi si stabilisce definitivamente per ragioni logistiche derivanti dall'elevatissimo flusso di utenti. Il Pizzafest è diventato negli anni anche un evento internazionale: nel maggio 2004 si è tenuta la prima edizione del Pizzafest a Bruxelles, e successivamente si sono aggiunte nuove tappe: Madrid, Amburgo, Montréal, Kawasaky (Kanagawa) in Giappone, Monterrey in Messico.

## Organizzazione
L'evento riscontra un numero di affluenze in aumento ogni anno, superiore ai 100.000 visitatori negli 11 giorni canonici della manifestazione. All'ultima edizione del 2008 hanno partecipato 31 pizzerie di cui 4 non italiane (Repubblica Ceca, Cina e Corea del Sud, Stati Uniti d'America e Giappone). Dal 2006 al Pizzafest è legato il concorso "Vota la pizza" attraverso il quale i clienti della manifestazione votano la pizzeria migliore tra quelle presenti: la prima edizione è stata vinta da una pizzeria giapponese. La formula fissa prevede un menu con pizza, bibita, caffè e limoncello a un prezzo che ogni anno varia (dai 7 ai 10 euro). All'interno della Mostra d'Oltremare, durante la manifestazione, sono presenti anche stand di diverse aziende alimentari e sono organizzati diversi workshop in tema. Gli eventi musicali e di cabaret sono curati dall'emittente locale Radio Marte.